# Карел Баллінґ
Карел Йозеф Наполеон Баллінґ (чеськ. Karel Joseph Napoleon Balling; 21 квітня 1805, Габріельсгют, Богемія — 17 березня 1868, Прага) — чеський науковець, педагог, професор хімії. Ректор Празького політехнічного інституту (1865—1866).

## Біографія
Син службовця чавунного заводу графа Роттенгана.
З 1813 року навчався в Пльзені і Празі, в 1820 в п'ятнадцятирічному віці вступив до політехнічної школи Праги (згодом — інститут). Вивчав фізику і математику під керівництвом Франтішека Йозефа Герстнера, хімію — Йозефа Йоганна Штайнманна. Деякий час працював стажером. У 1823 році зайнявся практичною гірничою справою, працював на заводських майстернях, але вже у листопаді 1824 року спочатку тимчасово, а з квітня 1826 постійно займав місце помічника професора хімії Штайнманна в празькому технічному навчальному закладі, в 1835 році після смерті вчителя був призначений професором і очолив кафедру хімії.
Вже з 1834 Баллінг переважно присвятив себе аналітичній хімії та вивченню хімічних процесів бродіння, результати чого були викладені ним в його капітальному творі: «Die Gährungschemie wissenschaftlich begründet und in ihres Anwendung auf Weinbereitung, Bierbrauerei, Branntweinbrennerei und Hefenerzeugung praktisch dargestellt» (4 т., Прага , 1845-47; 3 вид., 1865).
Сільськогосподарська хімія і технологія дуже багато чим завдячує саме цим дослідженням Баллінґа. Йому ж належить заслуга винаходу в 1839 році вимірювача цукрової кислоти, який став широко застосовуватися на пивоварних і лікеро-горілчаних заводах.
У 1841 році ним був вдосконалений ареометр. Серед його досягнень також створення методології визначення якості цукрових розчинів і впровадження нової наукової термінології (наприклад, поляризація, цукруванням або фактор чистоти).
Крім багатьох посібників для користування ізобретëнним вимірником, з інших творів учëного варті уваги:
- «Ueber einige der wichtigsten Gegenstände der Eisenhüttenwesens» (Лейпц., 1829)
- «Die Eisenerzeugung in Bohmen» (Прага, 1849).

Похований на Ольшанському цвинтарі.
На його честь названо конференц-залу в приміщенні Чеської національної технічної бібліотеки.